# گوسینوزرسک
شهر گوسینوزرسک (به روسی: Гусиноозерск) در کشور روسیه و در جمهوری بوریاتیا واقع شده‌است.